# Хисаяма
Хисаяма (яп. 久山町 Хисаяма-мати) — посёлок в Японии, находящийся в уезде Касуя префектуры Фукуока. Площадь посёлка составляет 37,43 км², население — 8296 человек (1 августа 2014), плотность населения — 221,64 чел./км².

## Географическое положение
Посёлок расположен на острове Кюсю в префектуре Фукуока региона Кюсю. С ним граничат города Фукуока, Кога, Миявака и посёлки Сингу, Касуя, Сасагури.

## Население
Население посёлка составляет 8296 человек (1 августа 2014), а плотность — 221,64 чел./км². Изменение численности населения с 1980 по 2005 годы:
| 1980 | 7657 чел. |  |
| 1985 | 7573 чел. |  |
| 1990 | 7524 чел. |  |
| 1995 | 7509 чел. |  |
| 2000 | 7640 чел. |  |
| 2005 | 7858 чел. |  |

## Символика
Деревом посёлка считается Zelkova serrata, цветком — Calanthea discolor.